# Nicole Wötzel
Nicole Wötzel (Stollberg, 18 de diciembre de 1989) es una deportista alemana que compite en biatlón. Ganó una medalla de oro en el Campeonato Europeo de Biatlón de 2013, en la prueba por relevos.

## Palmarés internacional
| Campeonato Europeo | Campeonato Europeo | Campeonato Europeo | Campeonato Europeo |
| Año                | Lugar              | Medalla            | Prueba             |
| ------------------ | ------------------ | ------------------ | ------------------ |
| 2013               | Bansko (Bulgaria)  | Medalla de oro     | Relevos            |